# Magliano de' Marsi
Magliano de' Marsi är en ort och kommun i provinsen L'Aquila i regionen Abruzzo i Italien. Kommunen hade 3 596 invånare (2018).